# Mark Catesby
Marca Catesby (24 de març de 1682/83 – 23 de desembre de 1749) va ser un naturalista anglès. Entre 1729 i 1747 Catesby va publicar la seva Natural History of Carolina, Florida and the Bahama Islands, el primer document publicat sobre la flora i la fauna d'Amèrica del Nord. Aquesta obra inclou unes 220 làmines de dibuixos sobre aus, rèptils i amfibis, peixos, insectes i mamífers, així com de plantes.

## Vida i obra
Catesby va néixer el 24 de març de 1682/83 i va ser batejat al Castell de Hedingham, Essex, el 30 de març de 1683. El seu pare, John Catesby (enterrat 12 de novembre de 1703) va ser un advocat i gran propietari de pagès. La seva mare es deia Elizabeth Jekyll (enterrada el 5 de setembre de 1708). La família tenia una masia i casa a Holgate, a Sudbury, Suffolk. La relació amb el naturalista John Ray el va portar a interessar-se per la història natural. Va estudiar història natural a Londres abans d'anar a viure amb la seva germana, Elizabeth Catesby Cocke, a Williamsburg, Virginia el 1712. La mort del seu pare, nou anys abans, havia deixat una renda suficient a Catesby per viure. Elizabeth era l'esposa del Dr. William Cocke, que havia estat membre del Consell i el Secretari d'Estat de la Colònia de Virgínia. Segons la tradició familiar, Elizabeth es va casar el Dr. Cocke, contra els desitjos dels seus pares, abans d'emigrar a Virgínia. Després de la seva estada a Williamsburg, Catesby va visitar les Antilles, l'any 1714, i retornà a Virgínia, per fer cap a Anglaterra el 1719.

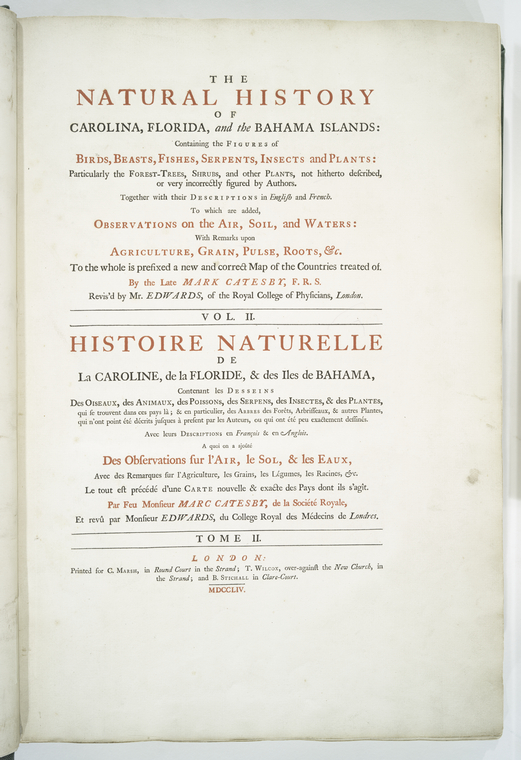
Portada de l'obra, volum segón, Natural History of Carolina, Florida and the Bahama Islands, Londres, 1754 de Catesby

Catesby havia recollit llavors i espècies botàniques de Virgínia, les quals havia enviat al botànic Thomas Fairchild de Hoxton. Això va fer el seu nom fos conegut per altres científics a Anglaterra, i el 1722 va ser recomanat per William Sherard per emprendre una expedició de recol·lecció botànica a Carolina en nom de la Royal Society. Catesby s'instal·là a Charlestown, i va viatjar a altres parts de l'est d'Amèrica del Nord i les Índies Occidentals, recollint plantes i animals. Molts d'aquests exemplars van ser enviats a Hans Sloane a Londres a la Chelsea Physic Garden, i a William Sherard. Catesby retornaria a Anglaterra el 1726.

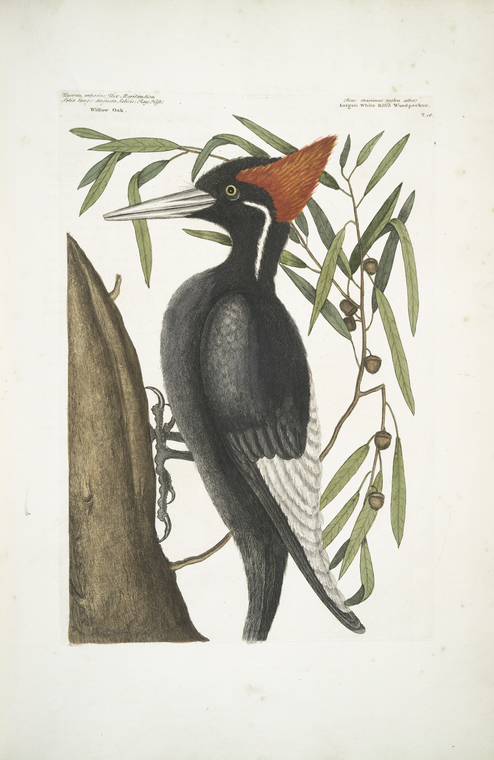
Quercus Anpotius. Làmina de la Natural History of Carolina, Florida and the Bahama Islands (1731–1743)

Catesby va invertir els següents disset anys en redactar la seva Història Natural. La publicació va ser finançada per un préstec desinteressat d'un dels companys de la Royal Society, el quaker Peter Collinson. Catesby va ser el primer en utilitzar làmines de color de mida foli per pintar llibres d'història natural. Ell mateix va aprendre com preparar les plaques. Les primeres vuit làmines no tenien cap fons, però a partir de les següents va incloure plantes amb els seus animals. Va completar el primer volum el 1731, i el febrer 1733 seria escollit membre de la Royal Society. El segon volum va ser completat el 1743, i entre 1746–1747 va preparar un suplement amb el material que li havien enviat amics seus d'Amèrica, particularment John Bartram. Els esbossos dels dibuixos de l'obra Natural History of Carolina, Florida and the Bahama Islands de Catesby es troben a la Biblioteca Reial del Castell de Windsor, i una selecció va ser exposada als EUA, Japó i a la Queen's Gallery de Londres, entre 1997–1998.
El 5 de març de 1747, Catesby llegia una conferència titulada "On birds of passage" a la Royal Society de Londres, i avui dia es reconegut com un dels primers ornitòlegs en descriure la migració de les aus.
Mark Catesby es va casar amb Elizabeth Rowland el 2 d'octubre de 1747. Va morir només just abans de Nadal de 1749 el dissabte 23 de desembre a la seva casa darrere de St Luke's Church, Old Street, Londres.
Catesby Hortus britanno-americanus ... va ser publicat a títol pòstum el 1763, i una segona edició, titulada Hortus Europae americanus ... sortiria el 1767.
Carl von Linné va incloure molta de la informació de la Història Natural de Catesby a la 10a edició del Systema Naturae de Linné (1758).
Catesbaea, lilythorn, un gènere botànic d'arbustos espinosos que pertanyen a la família de les Rubiaceae de les Índies Orientals i del Sud-est dels EUA va ser anomenada després de la mort de Catesby per Linné el 1753 en la seva Species plantarum (volum 1, pp 108–109), en la que es va basar a la làmina 100 del volum segón de la Natural history of Carolina, Florida and the Bahama Islands de Catesby.

## Galeria d'imatges de Catesby

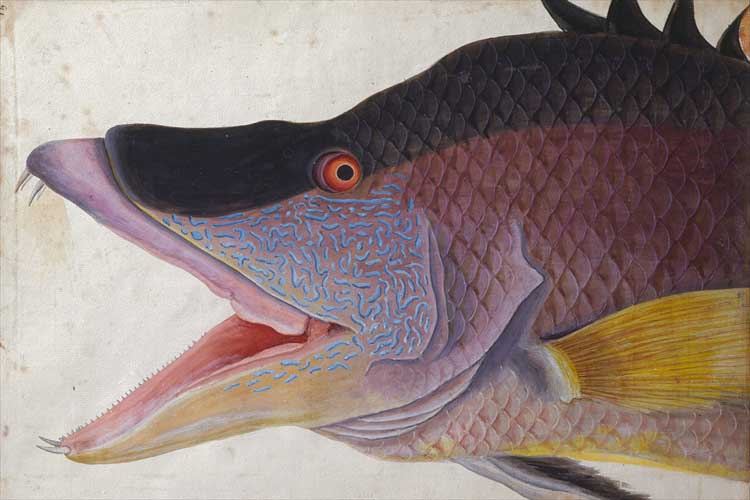
Lachnolaimus maximus, 1725
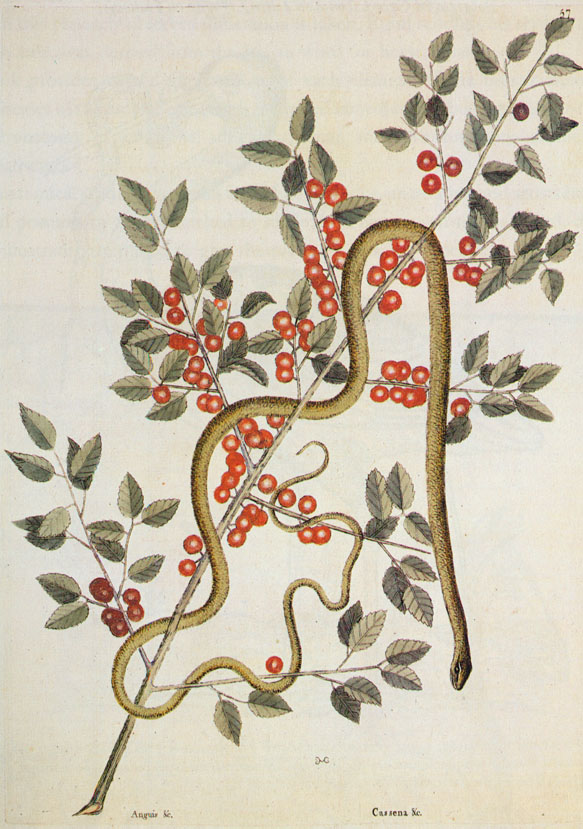
Anguinis viridis, 1743
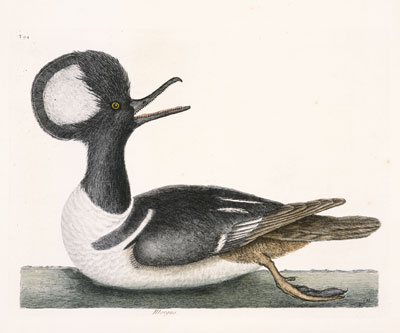
Lophodytes cucullatus, 1748
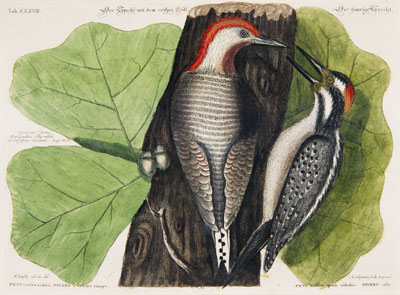
Ventro Rubro, Melanerpes carolinus, 1749
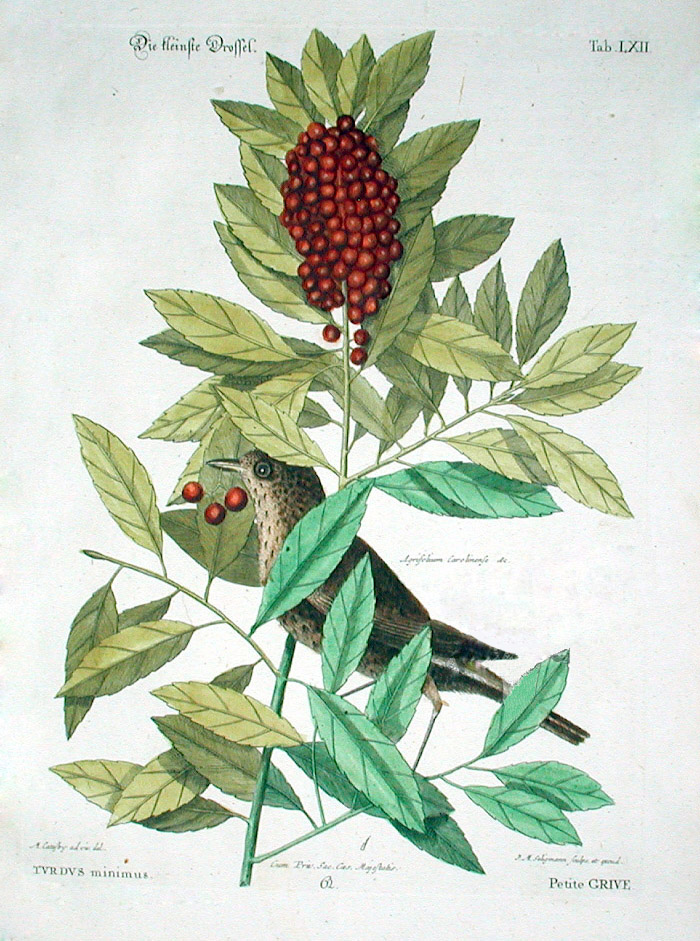
Turdus minimus (now Catharus minimus) and dahoon holly (Ilex cassine), 1754
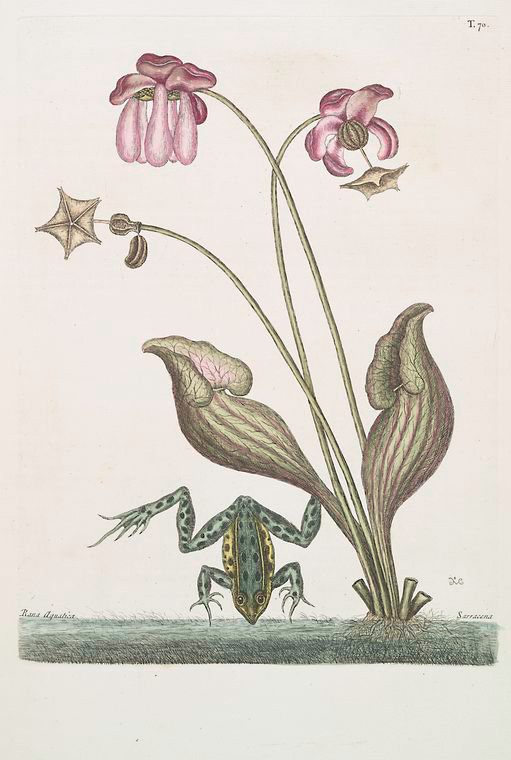
Rana Aquatica, The Water-Frog, 1754
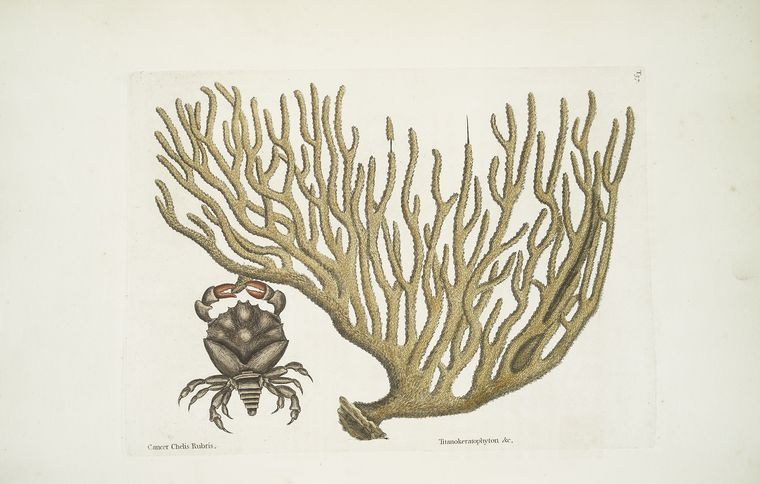
Cance Chelis Rubis, The red-claw Crab; Titanokeratophyton &c., 1754
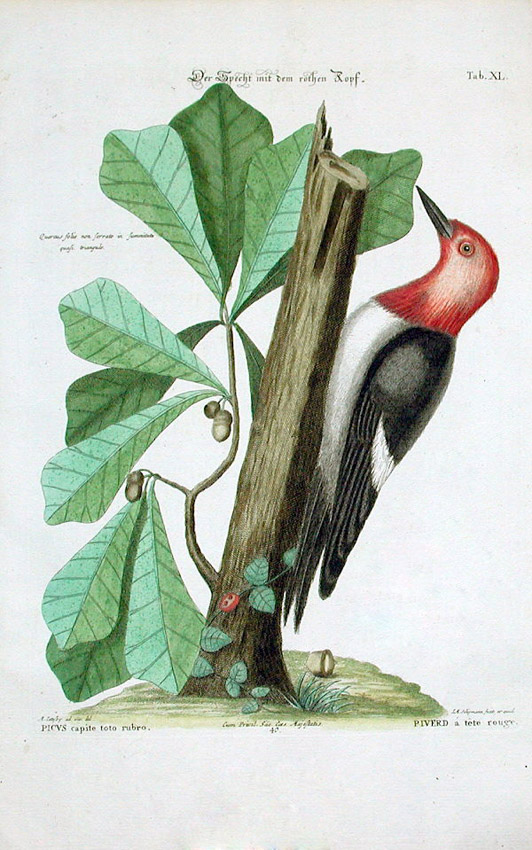
Melanerpes erythrocephalus, 1754
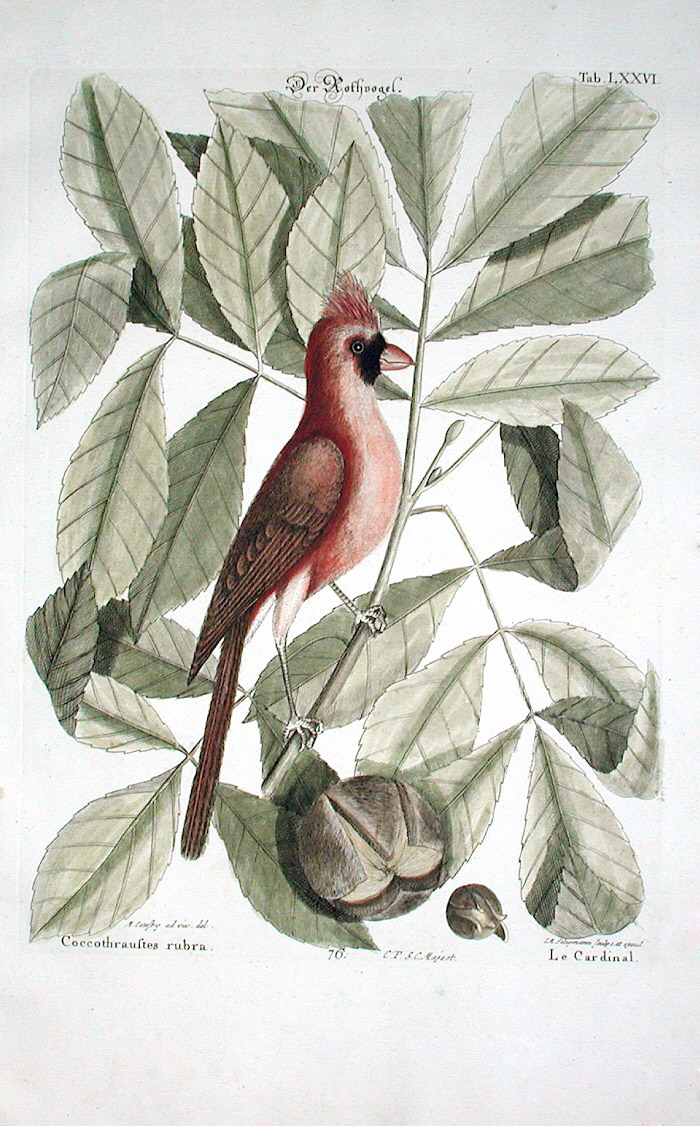
Coccothraustes rubra (probably Cardinalis cardinalis) and Nux Juglans alba Virginiensis, 1754
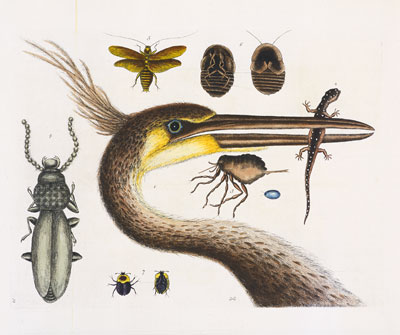
Ardea herodias, 1771